# Caso Lutfalla

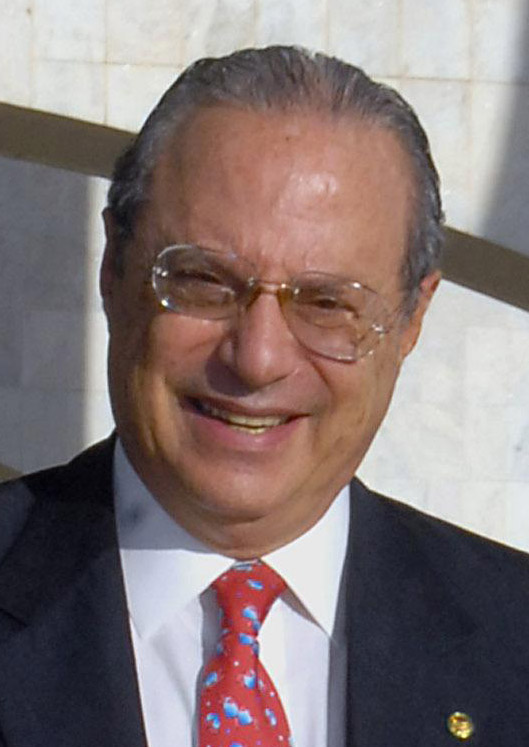
Paulo Maluf em 2007

O Caso Lutfalla trata de denúncias contra Paulo Maluf e o ministro Reis Veloso por irregularidades na concessão de empréstimos ao grupo Lutfalla no ano de 1977. Lutfalla é o nome da empresa beneficiada e sobrenome da família que a regia.
O escândalo foi investigado pela Comissão Geral de Inquéritos, um instrumento do Poder Executivo. Naquela época, o Banco Nacional de Desenvolvimento Econômico (BNDE), hoje Banco Nacional de Desenvolvimento Econômico e Social (BNDES), fez empréstimos à empresa da família da esposa de Paulo Maluf, usando de sua influência com os militares, que estava em regime falimentar, contra a opinião de seu próprio presidente que chegou a exigir por escrito ordem de autoridade superior para jogar mais dinheiro do Tesouro Nacional em uma operação fadada ao fracasso. A ordem veio e o dinheiro emprestado foi perdido.
A despeito das denúncias que se multiplicaram desde o início desses processos, em 1974, nenhum quadro do primeiro escalão da ditadura militar foi punido, mesmo os envolvidos nos casos mais escandalosos. Somente em 1980 foi aprovada a primeira Comissão Parlamentar de Inquérito (CPI) para apurar uma grande denúncia de corrupção, a destinada a investigar o caso.
Mesmo assim, a comissão só foi instalada um ano depois, em função da obstrução dos governistas. Há inquérito sobre o caso Lutfalla, iniciado pela Polícia Federal que permanece até hoje obstruído no Ministério da Justiça.